# 36 Dywizja Strzelecka (ZSRR)
36 Dywizja Strzelecka – związek taktyczny piechoty Armii Czerwionej.
Sformowana w czasie wojny domowej w Rosji w 1919. W II wojnie światowej brała udział w pokonaniu Japonii w sierpniu 1945.